# Szepty i łzy
Szepty i łzy – wydany w 2000 roku singel Anny Marii Jopek z muzyką skomponowaną przez Wojciecha Kilara, z solówką trąbki Tomasza Stańki. Promował albumy Bosa, Barefoot oraz zbiór największych kompozycji Kilara pt. The Best.

## Lista utworów
1. Szepty i łzy
2. Smuga cienia
3. Victoria